# Cayo Caninio Rébilo (cónsul 12 a. C.)
Cayo o Gayo Caninio Rébilo  fue un político romano del siglo I a. C. que obtuvo el consulado suffectus en el año 12 a. C. Era probablemente hijo de Cayo Caninio Rébilo. Murió durante su consulado.